# BiblioBazaar
 (juillet 2024).
BiblioBazaar est une entreprise américaine propriété de BiblioLabs LLC, proposant, sous la marque d'éditeur Nabu Press, la réédition en fac-similé d'ouvrages tombés dans le domaine public.
Au 29 février 2012, elle proposait ainsi, sur amazon.com, plus de 2 millions de titres dont plus de 300 000 en français. Ces chiffres doivent cependant être relativisés : nombre de ces livres n'ont jamais été imprimés, c'est-à-dire achetés (et ne le seront peut-être jamais). 